# Manuel Ávila Camacho

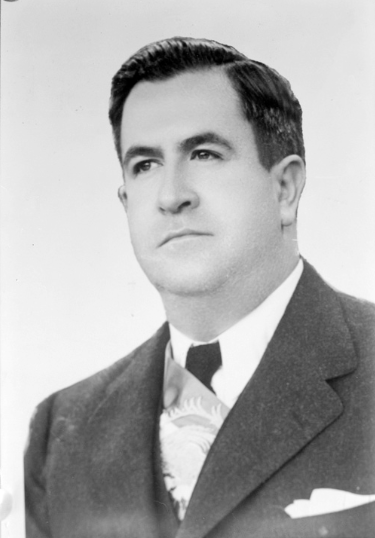
Manuel Ávila Camacho

Chuẩn tướng Manuel Ávila Camacho (24 tháng 4 năm 1897 - 13 tháng 10 năm 1955) giữ chức Tổng thống México từ năm 1940 đến năm 1946. Mặc dù ông đã tham gia vào cuộc Cách mạng México và đạt được một cấp bậc cao, ông đã đến Tổng thống México vì sự kết nối trực tiếp của ông với Tướng Lázaro Cárdenas, với vai trò là người trực tiếp, làm Tổng tham mưu trưởng của mình trong cuộc Cách mạng México và sau đó. Ông được người Mexico gọi một cách trìu mến là "Tổng thống Quý ông" ("El Presidente Caballero"). Với tư cách là tổng thống, ông theo đuổi "các chính sách quốc gia thống nhất, điều chỉnh và kiểm duyệt".

## Tiểu sử
Manuel Ávila sinh ra ở Teziutlán, một thị trấn nhỏ nhưng kinh tế quan trọng ở Puebla, cha mẹ trung lưu, Manuel Ávila Castillo và Eufrosina Camacho Bello. Anh trai Maximino Ávila Camacho là một nhân vật nổi bật hơn. Có một số anh chị em khác, trong đó có một em gái, María Jovita Ávila Camacho, và một vài anh em. Hai anh em của ông, Maximino Ávila Camacho và Rafael Ávila Camacho, từng là thống đốc của Puebla. Manuel Ávila Camacho đã không nhận được bằng đại học, mặc dù ông học tại trường dự bị quốc gia.